# 머리뼈

쥐 머리뼈의 볼륨 렌더링

머리뼈는 머리를 이루는 뼈대이다. 두개골(頭蓋骨)이라고도 한다. 얼굴을 구성하고 뇌가 들어있는 머리뼈공간(두개강, 頭蓋腔)을 보호한다. 살점이나 근육이 모두 썩고 뼈만 드러난 두개골을 해골(骸骨)이라고 한다.
머리뼈는 척추동물아문 모두가 갖고 있는 상동 기관으로 어류, 파충류, 조류, 포유류 등이 모두 갖고 있다. 상동 기관은 공통조상으로부터 유전된다. 그러나 상동기관의 생김새와 역할은 제각기 다른데, 예를 들어 파충류와 포유류는 머리뼈의 구조가 서로 달라서, 파충류는 위턱뼈와 아래턱뼈가 두 개의 관절로 이어져 있고 아랫턱뼈엔 치아뼈, 각골(角骨), 상각골, 앞관절골 등이 짜 맞추어져 있지만 포유류의 아랫턱뼈는 치아뼈만이 있고 하나의 관절이 머리뼈의 턱관절돌기에 연결되어 있다. 또한 파충류의 경우 턱관절을 이루는 방형골과 관절뼈가 속귀로 소리를 전달하는 역할도 함께 하지만, 포유류의 경우는 진화의 과정에서 이 두 뼈가 머리뼈와 합쳐지게 되어 관절의 기능을 잃고 소리를 전달하는 모루뼈와 망치뼈가 되었다.
사람의 경우 다자란 성인의 머리를 이루는 뼈는 모두 28개이다. 이 가운데 머리뼈를 이루는 것은 22개이고 나머지는 혀 밑에 있는 목뿔뼈 1개와 양쪽의 속귀를 이루는 귓속뼈(모루뼈, 망치뼈, 등자뼈) 6개로 되어 있다. 간혹 목뿔뼈를 머리뼈로 셈하여 23개라고 하는 경우도 있다. 머리를 이루는 뼈는 크게 보아 뇌머리뼈, 얼굴뼈, 귓속뼈, 목뿔뼈 네 부분으로 구분한다. 머리뼈에서 움직일 수 있는 관절은 턱관절뿐이고 나머지 뼈들은 움직일 수 없도록 섬유상 관절 결합으로 단단히 고정되어 있다. 그래서 머리뼈를 아래턱뼈와 그 외의 뼈들이 섬유 관절을 이루며 결합되어있는 두개(頭蓋, cranium)으로 나누기도 한다.
한편, 두개골 그림은 위험물임을 표시하거나 과격한 집단들의 상징물로도 종종 사용되는데, 이는 두개골이 인간의 사체(死體) 및 죽음을 연상시켜 공포심을 유발하는 효과가 있기 때문이다.

## 사건 사고
대한민국에서는 1987년 6월 9일 오후 4시 45분경 경찰이 쏜 최루탄에 당시 연세대 2학년이였던 故 이한열 열사가 맞아서 두개골 (머리뼈)가 손상되는 사건이 있었다.

## 구조

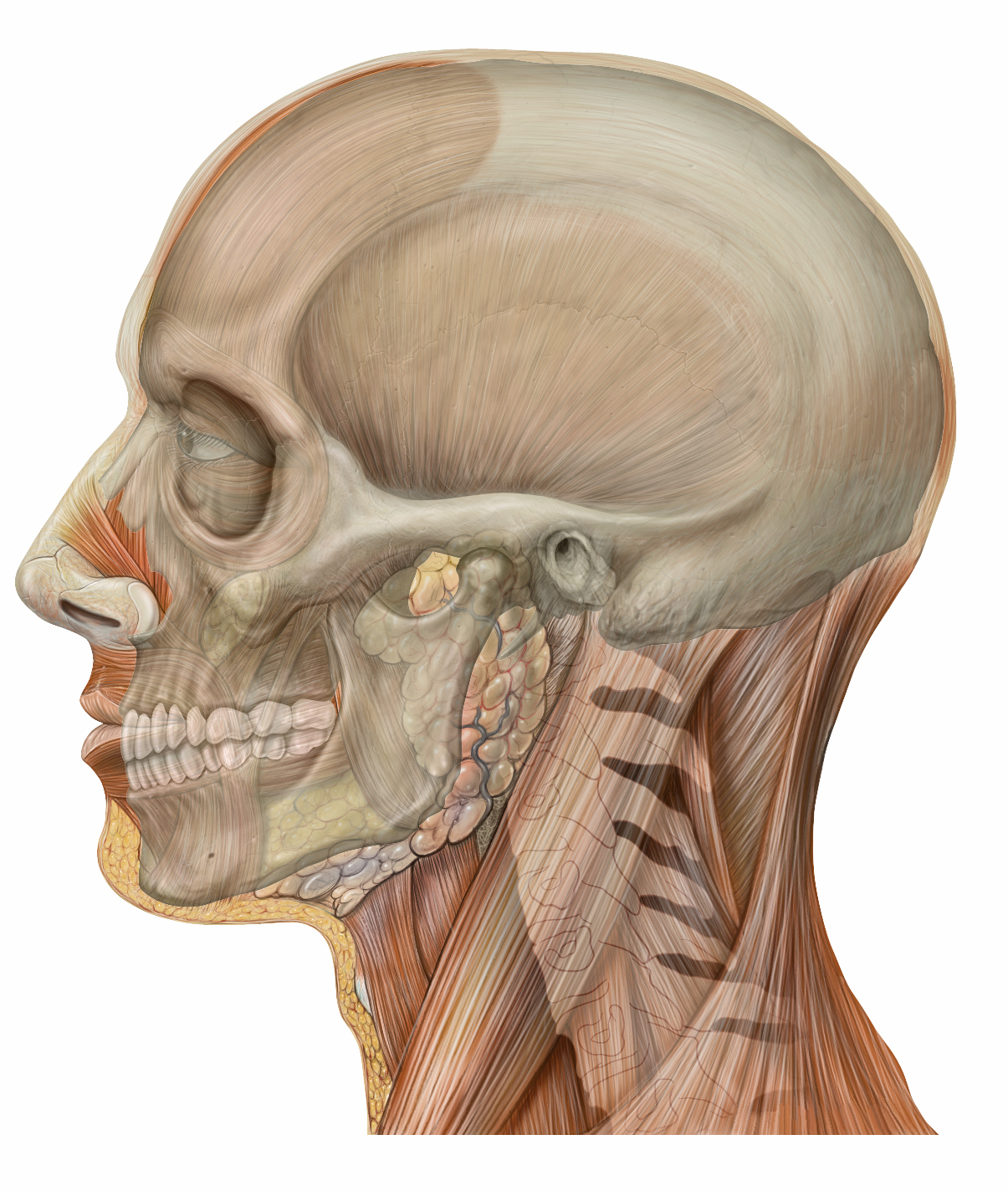
머리의 구성

머리뼈는 얼굴을 구성하고 머리뼈공간을 보호한다. 뇌를 비롯하여 눈, 귀, 코와 같은 주요 감각기관을 보호해야 하므로 머리뼈를 이루는 뼈들은 단단한 섬유 관절 결합을 이룬다. 섬유 결합을 이루는 두개에는 뇌가 자리잡는 공간인 머리뼈공간, 눈이 자리잡는 눈확, 코를 이루는 코곁굴, 청각 기관을 담는 속귀와 같은 공간들이 자리잡고 있다. 각각의 공간들은 여러 가지 뼈들이 결합하여 생긴 것이다. 예를 들어 눈확은 이마뼈를 비롯한 7개의 뼈들이 모여 형성된다.
다른 뼈대와 같이 머리뼈 역시 치밀골과 해면골로 이루어져 있다. 머리뼈의 표면쪽은 밀도가 높은 치밀골이 분포하고, 단면의 내부는 골밀도가 적은 해면골로 이루어져 있다. 이러한 구조때문에 뼈는 압축력에는 강하지만 전단력에는 약한 이방성을 갖는다.
머리를 이루는 뼈들을 모두 나열하면 아래의 표와 같다.
| 구분    | 위치     | 이름                                                                 |
| ------- | -------- | -------------------------------------------------------------------- |
| 머리뼈  | 뇌머리뼈 | 마루뼈, 관자뼈, 이마뼈, 벌집뼈, 나비뼈, 뒤통수뼈                     |
| 머리뼈  | 얼굴뼈   | 코뼈, 눈물뼈, 아래코선반, 입천장뼈, 광대뼈, 보습뼈, 위턱뼈, 아래턱뼈 |
| 혀의 뼈 | 혀       | 목뿔뼈                                                               |
| 귓속뼈  | 속귀     | 망치뼈, 모루뼈, 등자뼈 (각각 2개)                                    |

## 같이 보기
- 머리
- 인체골격